# ボラドール・ジュニア
ボラドール・ジュニア（Volador Jr.、1981年1月26日 - ）は、メキシコのプロレスラー。
コアウイラ州モンクローバ出身。本名、ラモン・イバーラ・リベラ（Ramon Ibarra Rivera）。メキシコのメジャー団体であるCMLLに所属。
父親はスペル・パルカ。従兄弟にエレア・パーク。

## 来歴
父親であるスペル・パルカ指導のもとトレーニングを行い、1996年2月にプロレスラーデビューを果たす。
2001年8月、グラン・アルタナティバにアトランティスと組んで出場。
2003年9月12日、ロッキー・ロメロが保持するCMLL世界スーパーライト級王座に挑戦も敗退。12月5日にトリオトーナメントにてサファリ & フェリーノと組んでアラン・ストーン & ズンビード & スペル・クレイジーを破ってナショナルトリオ王座を奪取。
2006年6月、グラン・アルタナティバにドス・カラス・ジュニアと組んで出場。
2007年8月13日にラ・ソンブラ & エル・サグラドと組んでナショナルトリオ王座を再び奪取。
2008年、TNAのワールドXカップにレイ・ブカネロ & ウルティモ・ゲレーロ & アベルノとチームメキシコを結成して参戦し、優勝。同団体では新日本プロレスの棚橋弘至と異色タッグを組んでいる。
2009年1月16日、ラ・ソンブラとタッグを組んでアベルノ & メフィストを破りCMLL世界タッグチーム王座を奪取。
2011年、ルードに転向。
2012年1月21日、新日本プロレス主催のCMLL FANTASTICA MANIA 2012に参戦し、CHAOSのオカダ・カズチカとタッグを組み、棚橋弘至 & ソンブラ組と対戦。ソンブラからピンフォール勝ちを収め、翌22日にNWA世界ヒストリックウェルター級王座を賭けたタイトルマッチの前哨戦を制する。22日、同王座を賭けてソンブラと対戦。最後はソンブラからピンフォール負けを喫したが、会場を熱狂させる攻防を繰り広げた。2月14日、NWA世界ヒストリックミドル級王座を保持するラ・マスカラと対戦し勝利。第3代王者となったが、3月30日、プリンス・デヴィットを相手に迎えた初防衛戦で敗戦し、王座から陥落した。7月29日、前王者としてデヴィットの保持するNWAヒストリックミドル級王座に挑戦したが敗戦した。
2013年、マスカラ・コントラ・マスカラ戦で素顔になる。その後テクニコに再転向。
2016年5月、新日本主催のBEST OF THE SUPER Jr.に初参戦を果たす。
2023年3月1日開催の『ジュニア夢の祭典 〜ALL STAR Jr. FESTIVAL 2023〜』では第5試合タッグマッチに出場。

## 得意技
ボラドール・スパイラル
変型のカナディアン・デストロイヤー。ロープ際にいる相手の頭を飛び越えてトップロープを掴み、両足で相手の首を挟み込むように着地し、その後ロープから手を離して旋回すると同時に、前方回転しながら相手の脳天をマットに叩きつける。コーナー付近にいる相手がショルダー・スルーの要領で持ち上げさせてから両足で首を挟み込み、そのまま繰り出すこともある。
スパニッシュ・フライ
コーナー最上段に立たせた相手の首元を抱え込み、リング内に後方回転しながら跳び上がり、相手の背中をマットに叩きつける。丸藤正道が使用する不知火・改と同型。
アタッケ・デプレタドール
相手の背中に両ヒザを押し当て、肩を掴んで後方に倒れ込むことで、相手の背中に衝撃を与える変形のバックブリーカー。カリートが開発したバックスタバーと同型。
ラ・ケブラーダ
トペ・コン・ヒーロ
プランチャ・スイシーダ
トラース・キック
スプリングボード・ウラカン・ラナ
ランニング・ウラカン・ラナ

## タイトル歴
CMLL
- CMLL世界タッグチーム王座（第29代, w / ラ・ソンブラ）
- CMLL世界トリオ王座（第27代, w / ミスティコ & バリエンテ）
- ナショナルトリオ王座 : 4回（第23代, w / サファリ & フェリーノ、第27代, w / ラ・ソンブラ & エル・サグラド、第32代, w / オリンピコ & シコシス、第34代, w / ブラック・ウォリアー & ミステル・アギラ）
- ナショナルライトヘビー級王座（第62代）
- NWA世界ヒステリックウェルター級王座 : 2回（第5、7代）
- NWA世界ヒステリックミドル級王座（第3代）
- レイエス・デル・アイレ 優勝 : 3回（2005年、2007年、2009年）
- レジェンダ・デ・プラダ 優勝（2011年）
- トルネオ・ラ・グラン・アルテルナティーバ 優勝（2016年, w / エスフィンヘ）
- インターナショナル・グランプリ 優勝 : 3回（2016年、2019年、2022年）

TNA
- ワールドXカップ 優勝（2008年, w / レイ・ブカネロ & アベルノ & ウルティモ・ゲレーロ）

LLA
- LLAアステカ王座（第5代）

UIPW
- UIPWヘビー級王座（第2代）

## 入場テーマ曲
- Personal Jesus / Depeche Mode